# سقین (خداآفرین)
سقین یکی از روستاهای استان آذربایجان شرقی است که در دهستان کیوان بخش مرکزی شهرستان خداآفرین واقع شده‌است. روستای سقین در زمان های گذشته ارمنی نشین بوده که با رفتن ارامنه مسلمانان جای آنها را گرفتند.که بیشتر از روستای های میاندران و دورمشگانلو بوده اند روستا در دامنه ی کوه ی بلند به نام سقین داغی قرار دارد آب هوای این روستا ییلاقی بوده تابستان های خنک و زمستان های وحشتناکی دارد ازهمسایه های این روستامیتوان آوارسین اسیران آوانلو خانقاه قلعه لو و قاسم کندی را میتوان نام برد اهالی این روستا رابطی نزدیکی با همسایه غربی یعنی آوارسین دارد و خیر شرهستند قلعه ی آوارسین در غرب این روستا در بالای جنگلی قرار دارد شغل مردم این روستا کشاورزی و دامداری بیشتر نگهداری گاو و گاومیش میباشد